# 小林礼奈
小林 礼奈（こばやし あやな、1992年2月18日 - ）は、日本の元ものまねタレント、元グラビアアイドル、ブロガー。TWIN PLANET ENTERTAINMENT所属（2020年4月まで）を経てフリー。元夫は流れ星☆のたきうえ。以前は、時枝あやなとして活動。その後、久長あや那としてシャイニングウィルに所属していた。

## 人物・来歴
新潟県出身。弟が2人いる（2歳下と13歳下）。
新潟で15歳より時枝あやなとして活動。その後久長あや那としてシャイニングウィルに所属、18歳でタレントを目指して上京。 ザ・ノンフィクション（フジテレビ系）で、女性アイドルの生き方に迫った「アイドルすかんぴん」に出演。その後太田プロダクションに所属し、グラビアアイドルとして活動。セクシーDVD『妄想激情～制服を脱がされちゃった～』、『妄想激情～小林礼奈、攻めてますっ～』（リバプール）を発売。ミスアクション2014候補生。また、ものまねタレントとして前田敦子のものまねで「細かすぎて伝わらないモノマネ選手権」などに出演をしていたが、2014年6月いっぱいで事務所を退社し、芸能活動を休止する。
その後は、かねてから豚好きであったことがきっかけとなり、埼玉県内の養豚場で働きはじめる。畜産関係の資格や学歴があったわけではなかったため、養豚場には100社以上に問い合わせても採用されなかったが、そのうちの1社でいきなり豚の交尾を見せられても全く怖気づくことがなかったのを見込まれて、なんとか雇ってもらえたという。自らのブログで養豚場の勤務日記を書くようになったことで、食肉処理の現場をシビアながらユーモラスに記した筆致がヤフーニュースなどで取り上げられる。以来、メディアを通じて豚の魅力の発信を希望している。2015年12月にTWIN PLANET ENTERTAINMENTへの所属を発表し、養豚場勤務を継続したまま芸能活動を再開する。
2020年4月いっぱいでTWIN PLANET ENTERTAINMENTを退社し、フリーで活動することになる。12月18日にセクシーDVD「いけません、あやなさん!」、2021年3月20日に「昼顔」を発売。
2021年4月17日に自身のブログで、CES-D抑うつ症状自己評価尺度テストにて重度の抑うつ状態と診断され、投薬治療が開始されたことを明かすも、19日には「復活！皆様、あたたかいコメントありがとうございました」とInstagramを更新、その後もブログ等で元気な姿を見せている。5月1日にセクシーDVD「いけません、あやなさん!」発売記念イベントを開催予定だったが、本人の体調不良を理由に急遽中止となった。
2022年に故郷の新潟県長岡市に移住した。
2023年2月23日、同年4月の長岡市議会議員選挙に出馬することを衆議院議員の米山隆一がツイッターで明らかにした。しかし、2月27日に小林は長岡市内の米山隆一事務所で記者会見を行い、今年の出馬を断念して4年後の出馬を目指すと表明した。

### 結婚・出産
2016年7月に流れ星☆・瀧上伸一郎（現・たきうえ）との結婚及び妊娠7ヶ月であることを報告した。9月28日、第1子女児を出産。出産以降は養豚場勤務は休止し、ブログは家庭生活の話が主となっている。
2020年10月1日に離婚を発表。

### 趣味・特技
- 趣味はイラストやギャグ漫画を描くこと。2023年5月には『ぶた子の悲劇』シリーズ[21][22][23]を発表。同年12月14日には『ぶた子の悲劇』シリーズに登場する豚の夫が自身の元夫たきうえではないこと、そして、『ぶた子の悲劇』シリーズを削除したことを発表した[24]。ただし2024年12月21日時点では『ぶた子の悲劇』シリーズは閲覧可能である。
- ラーメン食べ歩き。
- 特技はモノマネ。

### 出演
- 全力!脱力タイムズ（2022年9月16日、フジテレビ）